# Charlotte the Harlot
„Charlotte the Harlot“ je na britském vydání sedmá a na americkém osmá skladba z debutového alba anglické heavy metalové skupiny Iron Maiden Iron Maiden. Skladbu napsal kytarista skupiny Dave Murray a byla vydaná 14. dubna 1980.